# Димитрије Павловић (фудбалер)
Димитрије Мита Павловић (рум. Dumitru Miti Pavlovici; Темишвар, 26. април 1912 — 28. септембар 1993) је био румунски фудбалер српског порекла. Играо је на позицији голмана.

## Успеси
Рипенсија Темишвар
- Прва лига Румуније (3) : 1934/35, 1935/36, 1937/38.[4]
- Куп Румуније  (2) : 1933/34,[5] 1935/36.[6]

КФР Турну Северин
- Куп Румуније  (1) : 1942/43.[7]

 Румунија
- Балкански куп (1) :  1936.[8]